# Proces nieodwracalny
Proces nieodwracalny – proces termodynamiczny powodujący wzrost sumy entropii układu i otoczenia. Nazwa sugeruje, że proces odwrotny do danego procesu nieodwracalnego jest niemożliwy. W istocie, ze względu na statystyczny charakter zjawisk termodynamicznych, proces odwrotny jest możliwy, ale jego prawdopodobieństwo jest bliskie zeru.
W procesach nieodwracalnych przyrost entropii układu termodynamicznego nieizolowanego jest większy, niż spowodowany tylko dopływem ciepła z otoczenia, co odpowiada wyrażeniu:
{\displaystyle dS>{\frac {\delta Q}{T}},}
gdzie:
{\displaystyle \delta Q} – elementarna ilość ciepła wprowadzonego do układu (różniczka niezupełna),
{\displaystyle T} – stała (temperatura bezwzględna).
Różnica
{\displaystyle d_{i}S=dS-{\frac {\delta Q}{T}}>0}
spowodowana jest niedoskonałością procesu, w wyniku czego uwalniane zostaje dodatkowe wewnętrzne ciepło procesu powodujące dodatkowy wzrost entropii. W niektórych publikacjach wielkość ta nazywana jest „produkcją entropii”.
Zmiana entropii układu spowodowana dopływem ciepła spoza tego układu jest równa co do wielkości i przeciwna co do znaku zmianie entropii otoczenia. Uwzględniając dodatkową „produkcję entropii” w procesie nieodwracalnym, suma entropii układu i otoczenia wzrasta w wyniku zajścia takiego procesu.
{\displaystyle dS_{u}+dS_{ot}>0,}
gdzie:
{\displaystyle dS_{u}} – przyrost entropii układu,
{\displaystyle dS_{ot}} – przyrost entropii otoczenia.
Przykładem takiego procesu jest np. swobodne rozprężanie gazu lub zmieszanie się dwóch cieczy.